# محمد مصطفی مستور
محمد مصطفی مستور (Mohammad Mustafa Mastoor)(زاده: ۱۳۴۷ خورشیدی از شهر کابل) سیاستمدار افغانستانی و وزیر قبلی اقتصاد افغانستان است. وی دوره حکومت وحدت ملی به ریاست جمهوری محمد اشرف غنی پس از عبدالستار مراد در ۱۵ اسد ۱۳۹۶ به عنوان سرپرست وزارت اقتصاد تعیین شد. وی توانست در ۱۳ قوس/آذر ۱۳۹۶ رای اعتماد پارلمان را کسب کند. آقای مستور همچنان به حیث معین مالی وزارت مالیه از سال 1388 الی سال 1396 و به حیث رئیس بودجه از سال 1384 الی 1388 در وزارت مالیه جمهوری اسلامی افغانستان ایفای وظیفه نمود. 

## زندگی‌نامه
محمد مصطفی مستور زاده ۱۳۴۷ خورشیدی از شهر کابل است. تحصیلات خود را در لیسه/دبیرستان‌های شیرشاه سوری و عمر شهید به پیش برد و در سال ۱۳۶۶ از لیسه نظامی فارغ‌التحصیل شد. سپس تحصیلات خود را در موسسه طب معالجه‌ای کابل ادامه و در سال ۱۳۷۷ از این موسسه سند فارغ‌التحصیلی خود را کسب و در سال ۱۳۸۲ از دانشگاه پریستون پاکستان در رشته اداره و مدیریت مدرک ماستری/فوق لیسانس خود را کسب کرد.

### دیگر فعالیت‌ها
- ۱۳۷۲ - ۱۳۸۰: فعالیت به عنوان پزشک،
- ۱۳۸۰ - ۱۳۸۴: رئیس کمک‌های بلاعوض و قراردادهای وزارت صحت عامه.
- ۱۳۸۵: رئیس بودجه وزارت مالیه.
- ۱۳۸۸ : معین مالی وزارت مالیه.